# Universidad Estatal de Montana - Bozeman
La Universidad Estatal de Montana - Bozeman (Montana State University at Bozeman en inglés), también conocida como MSU o Montana State, es una universidad pública situada en Bozeman, Montana (Estados Unidos). Es el campus principal del sistema de universidades del estado de Montana. MSU ofrece estudios de pregrado en 51 campos, de máster en 41 campos y de doctorado en 18.
Más de 15,000 alumnos estudian en MSU y aproximadamente 3,741 funcionarios trabajan en la universidad. La universidad alberga la cadena de televisión KUSM y el Museo de las Rocosas (Museum of the Rockies).

## Historia
MSU fue fundada en 1893, como un college, con el nombre de Agricultural College of the State of Montana (Universidad agrícola del estado de Montana), más tarde se renombró como Montana College of Agriculture and Mechanic Arts (Universidad de Montana de agricultura e ingeniería) y por los años 1920 era conocida comúnmente como Montana State College (MSC).
El 1 de julio de 1965 el gobierno estatal renombró la universidad al nombre actual de Montana State University en reconocimiento al crecimiento de la institución y a la calidad de sus estudios de pregrado y postgrado.

## Investigación
La universidad es una lideresa de la investigación de diversos campos, especialmente los de la ingeniería, gracias a su Facultad de la Ingeniería bien financiada, y la microbiología debido a su ubicación cerca del Parque nacional de Yellowstone. 
La investigación del Centro de la Ingeniería de Biopelícula (Center for Biofilm Engineering o CBE) se enfoca en la búsqueda de utilizaciones útiles de biopelícula en "problemas industriales relevantes". El Instituto de la Biología Termal (Thermal Biology Institute o TBI) investiga la evolución, función, ecología, y más de los termófilos. El TBI se compone de 15 miembros de facultad, que son varios expertos en los campos de la bioquímica, la geoquímica, la virología, y la microbiología, entre otros.

## Deportes
A los equipos de deportes de la universidad se les conoce como los Montana State Bobcats (los Linces) y participan en la División I de la NCAA en la Big Sky Conference, de la cual fue uno de los miembros fundadores. 
Hay los siguientes equipos masculinos:
- Baloncesto
- Cross
- Fútbol americano
- Esquí
- Tenis
- Atletismo

Y los siguientes equipos femeninos:
- Baloncesto
- Cross
- Golf
- Esquí
- Tenis
- Atletismo
- Voleibol

## Alumnos y profesores destacados
- Jan Stenerud - Jugador de fútbol americano que jugó para Kansas City Chiefs (1967-1979), Green Bay Packers(1980-1983) y Minnesota Vikings (1984-1985).
- Brian Schweitzer - Gobernador de Montana.
- Sarah Vowell - Escritora y periodista.
- Bill Pullman - Actor que aparece en Independence Day, Scary Movie 4 y The Happening entre otras muchas películas. Dio clases de teatro durante 3 años.
- Jack Horner - Paleontólogo que encontró el ejemplar de Tyrannosaurus rex más grande hasta la fecha y descubridor de 2 nuevas especies de dinosaurio.